# Ochetotettix barretti
Ochetotettix barretti is een rechtvleugelig insect uit de familie doornsprinkhanen (Tetrigidae). De wetenschappelijke naam van deze soort is voor het eerst geldig gepubliceerd in 1899 door Hancock.